# Brooks Wackerman

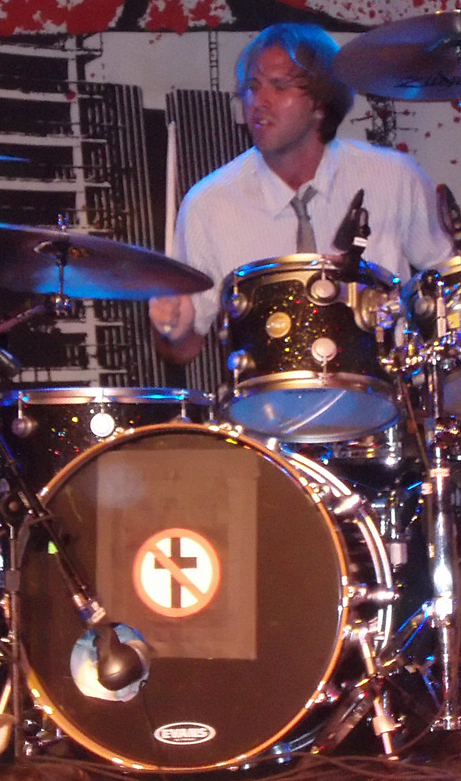
Brooks Wackerman med Bad Religion 2007

Brooks Wackerman, född 15 februari 1977, är en amerikansk musiker, före detta trummis i punkbandet Bad Religion. Han gick med i bandet 2001 då den gamla trummisen Bobby Schayer tvingades avgå på grund av skada. Tidigare har han bland annat spelat i Infectious Grooves (1993-2000) och Suicidal Tendencies (1997-2001). Han är bror till Chad Wackerman, som är mest känd för att ha spelat trummor med Frank Zappa. Wackerman lämnade Bad Religion 2015. 
Sedan 4 november 2015 är Brooks Wackerman trummis i Avenged Sevenfold.